# حسین شیخ
حسین شیخ معروف به حسین احیاء فرزند میرزا محمدعلی خان و خواهرزاده دکتر محمد شیخ متولد سال ۱۲۸۹ از نقاشان ایران بود که در ۱۹ مهرماه سال ۱۳۷۰ خورشیدی و در ۹۰ سالگی در یک سانحه رانندگی از دنیا رفت.
وی آخرین شاگرد کمال الملک بوده است.

## آثار
- نوروز
- سقا باشی
- تابلوی طبیب و مریض
- طوطي ها